# Metropolitana de Belém
Metropolitana de Belém is een van de zes mesoregio's van de Braziliaanse deelstaat Pará. Zij grenst aan de mesoregio's Marajó en Nordeste Paraense. De mesoregio heeft een oppervlakte van ca. 6.890 km². In 2007 werd het inwoneraantal geschat op 2.671.066.
Twee microregio's behoren tot deze mesoregio:
- Belém
- Castanhal

Binnen het gebied van deze mesoregio ligt ook de regiometropool Belém.
Mesoregio's: Baixo Amazonas · Marajó · Metropolitana de Belém · Nordeste Paraense · Sudeste Paraense · Sudoeste Paraense

Microregio's: Almerim · Altamira · Arari · Belém · Bragantina · Cametá · Castanhal · Conceição do Araguaia · Furos de Breves · Guamá · Itaituba · Marabá · Óbidos · Paragominas · Parauapebas · Portel · Redenção · Salgado · Santarém · São Félix do Xingu · Tomé-Açu · Tucuruí